# Anton Furst
Pour les articles homonymes, voir Furst.
Anthony Furst, dit Anton Furst, est un décorateur de cinéma britannique, né le 6 mai 1944 à Wendens Ambo (Angleterre) et mort le 24 novembre 1991.
Il est notamment célèbre pour avoir dessiné la Batmobile et les décors de Gotham City pour le film Batman de Tim Burton sorti en 1989.

## Biographie
Anthony « Anton » Furst étudie les beaux arts et la sculpture au Royal College of Art de Londres. Il commence à travailler comme assistant d'Anthony Masters sur 2001, l'Odyssée de l'espace. Plus tard, il crée un spectacle à base d'hologrammes, The Light Fantastic, qui est ensuite utilisé par le groupe The Who lors de sa tournée au milieu des années 1970. Par la suite, il crée Holoco, une société spécialisée dans les effets spéciaux qui participe à Star Wars ou Superman,,,.
Puis, Anton Furst se lance dans la direction artistique et collabore à des films comme Full Metal Jacket et Batman, film qui lui permet d'obtenir un Oscar des meilleurs décors. Au début des années 1990, il déménage à Los Angeles et crée The Furst Company au sein de Columbia Pictures,,.
Il dessine également le premier restaurant Planet Hollywood à New York en 1991,,,,.
Dans la nuit du 24 novembre 1991, alors qu'il annonce à ses amis qu’il va chercher ses cigarettes, il se suicide en sautant d’une terrasse de stationnement de huit étages.

## Filmographie (sélection)
- 1979 : Moonraker de Lewis Gilbert
- 1979 : Alien, le 8e passager (Alien) de Ridley Scott
- 1981 : L'Amant de Lady Chatterley (Lady Chatterley's Lover) de Just Jaeckin
- 1984 : La Compagnie des loups (The Company of Wolves) de Neil Jordan
- 1987 : Full Metal Jacket de Stanley Kubrick
- 1988 : High Spirits de Neil Jordan
- 1989 : Batman de Tim Burton
- 1990 : L'Éveil (Awakenings) de Penny Marshall

## Distinctions

### Récompenses
- Oscars 1990 : Oscar des meilleurs décors pour Batman

### Nominations
- BAFTA 1985 : British Academy Film Award des meilleurs décors pour La Compagnie des loups
- BAFTA 1990 : British Academy Film Award des meilleurs décors pour Batman